# Houstonia rosea
Houstonia rosea är en måreväxtart som först beskrevs av Constantine Samuel Rafinesque, och fick sitt nu gällande namn av Edward Everett Terrell. Houstonia rosea ingår i släktet Houstonia och familjen måreväxter. Inga underarter finns listade i Catalogue of Life.